# Канев, Степан Александрович
Степан Александрович Канев (21 июня 1931, с. Вомын, Сторожевский район, АО Коми (Зырян), Северный край, РСФСР — 2 марта 2003, п. Подтыбок, Корткеросский район, Республика Коми, Россия) — советский работник лесной промышленности, Герой Социалистического Труда (1971).

## Биография
Родился в 1931 году в селе Вомын. Окончил школу-семилетку в 1945 году, Воркутинское горное училище в 1949 году. Член ВКП(б).
С 1949 года — машинист врубовой машины на шахтах № 17 и 29 города Воркуты. С 1953 года — на службе в Советской Армии. С 1956 года трудился в Сторожевском леспромхозе Коми АССР: раскряжевщик, тракторист, вальщик леса, бригадир малой комплексной бригады Подъельского лесопункта Сторожевского леспромхоза.
Указом Президиума Верховного Совета СССР от 7 мая 1971 года присвоено звание Героя Социалистического Труда с вручением ордена Ленина и золотой медали «Серп и Молот».
Избирался депутатом Верховного Совета РСФСР 7-го созыва.
Умер в 2003 году в поселке Подтыбок Корткеросского района.